# Godepert al longobarzilor
Godepert (de asemenea, Gundipert, Godebert, Godipert, Godpert, Gotebert, Gotbert, Gotpert, Gosbert sau Gottbert), (n. 645 d.Hr., Pavia, Ducatul Milanului – d. 662 d.Hr., Pavia, Ducatul Milanului) a fost rege al longobarzilor între 661 și 662.
Godepert a fost fiul mai mare și succesorul regelui Aripert I al longobarzilor. El era un susținător al arianismului și a guvernat din vechea capitală, Pavia, în vreme ce fratele său, Perctarit, romano-catolic, guverna de la Milano. Războiul dintre cei doi frați a izbucnit încă de la bun început, iar Godepert a recurs la sprijinul ducelui Grimoald I, pe atunci duce de Benevento, care însă l-a asasinat în palatul regal din Pavia. Fiul lui Godepert, Raginpert a reușit să scape și peste mai mulți ani, în 701 va reveni la conducerea regatului. În acel an însă Grimoald a ocupat tronul regal longobard.
1. ↑  „Godepert al longobarzilor”, Gemeinsame Normdatei, accesat în 31 decembrie 2014
2. 1 2  The Peerage